# Maître des Heures d'Henri II
Le Maître des Heures d'Henri II ou Maître d'Henri II est un enlumineur actif à Paris entre 1540 et 1570. Son nom de convention provient d'un livre d'heures réalisé pour le roi Henri II. Identifié pour la première fois au début du XXe siècle, le nombre d'œuvres qui lui sont attribués a beaucoup évolué au cours du temps. Il est désormais vu comme un collaborateur de Noël Bellemare auquel il aurait succédé à la tête de son atelier. Il a été proposé de l'identifier au peintre parisien Louis Dubreuil. 

## Constitution du corpus

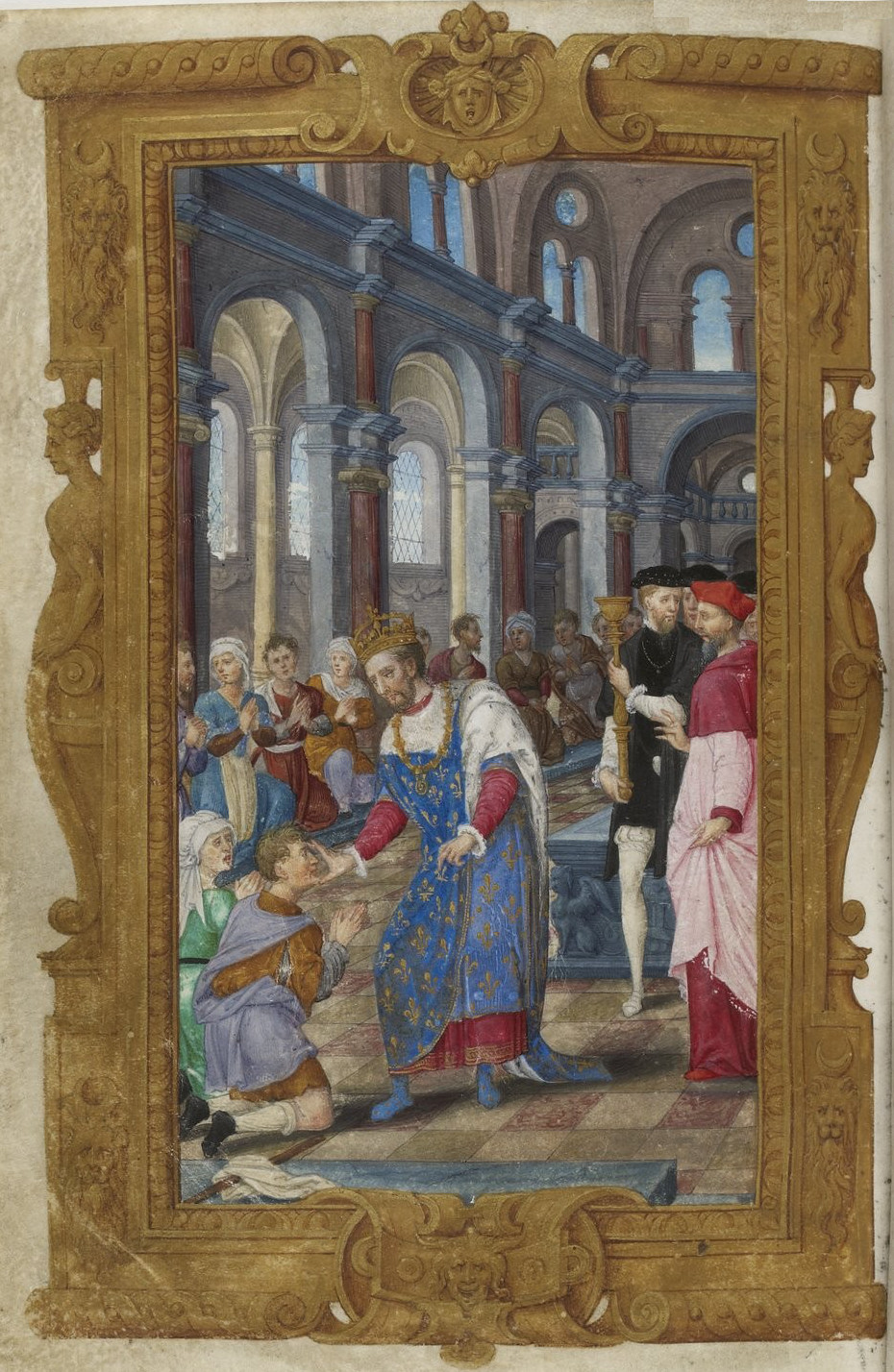
Le toucher des écrouelles par le roi Henri II, Heures d'Henri II, f.107v.

La première identification d'un corpus d'œuvres remonte à 1900 à l'occasion d'une publication de Léopold Delisle consacrée aux Heures d'Anne de Montmorency. C'est Paul Durrieu qui lui donne son nom de convention en lien avec le Livre d'heures de Henri II en 1908. Delisle lui consacre une étude plus complète en 1913. 
L'historienne de l'art américaine Myra Orth, à la fin du XXe siècle, réorganise le corpus désormais composé d'une vingtaine de manuscrits sous le nom d'« atelier des Heures des années 1520 » et distingue peu à peu trois mains différentes au sein de cet atelier : le Maître d'Henri II, le Maître des Grisailles d'Henri II et le Maître des Épitres Getty,. En 1998, l'historien de l'art Guy-Michel Leproux identifie le personnage à la tête de cet atelier : il s'agit selon lui de Noël Bellemare, un artiste anversois installé à Paris et auteur, outre de miniatures, de nombreux tableaux et cartons de vitraux. Il regroupe l'ensemble des productions de l'atelier sous le nom de « Groupe Bellemare » et voit dans le Maître d'Henri II un des derniers élèves et peut-être le successeur de Bellemare à la tête de l'atelier. 

## Identification
Dominique Cordellier, conservateur au musée du Louvre, a proposé d'identifier l'artiste jusqu'ici anonyme à Louis Dubreuil, actif à Paris, selon les sources archivistiques, entre 1531 et 1561. Il est en effet associé à Noël Bellemare dans la réalisation de peintures au château de Fontainebleau entre 1541 et 1550. Il travaille avec Jean Cousin l'Ancien à Paris à partir de 1549 pour la réalisation de cartons de tapisserie autour de la vie de saint Germain l'Auxerrois à destination de l'église Saint-Germain-l'Auxerrois. Plusieurs miniatures du Maître d'Henri II montrent des réutilisations de modèles de Jean Cousin. Aucun document ne prouve que Louis Dubreuil n'ait été un enlumineur mais il s'agit du seul artiste ayant collaboré avec les deux maîtres parisiens. 

## Manuscrits attribués
La liste des œuvres attribuées au Maître a considérablement changé au cours du temps. De nombreux manuscrits autrefois vus comme de sa main sont désormais attribués à l'atelier de Noël Bellemare. Les historiens de l'art s'accordent toutefois à voir sa main dans les œuvres suivantes :
- Livre d'heures de Henri II, 1542-1547, initialement destiné à un membre de la famille Dinteville, première campagne par le Groupe Bellemare, miniatures du maître ajoutées pour Henri II à l'occasion de son sacre en 1547 (frontispice, aux ff.2v et 3, miniature du f. 3v (?), Henri II touchant les écrouelles, f. 107v), Bibliothèque nationale de France, Latin 1429[8]
- Recueil des rois de France de Jean du Tillet, 40 miniatures pour un manuscrit destiné initialement à François Ier avant 1547 puis modifié pour être donné à Charles IX, BNF, Fr.2848[9]
- Heures de Dinteville, vers 1553, 6 miniatures du maître (Trinité, sacrifice d'Isaac, f.13r., Gédéon en prière, f.18v., Jacob, f.28r., Moïse et le serpent, f.35v., Bataille de Jacob avec l'ange, f.37v.) en collaboration avec le Maître des Grisailles d'Henri II (3 miniatures), BNF, Latin 10558[10]

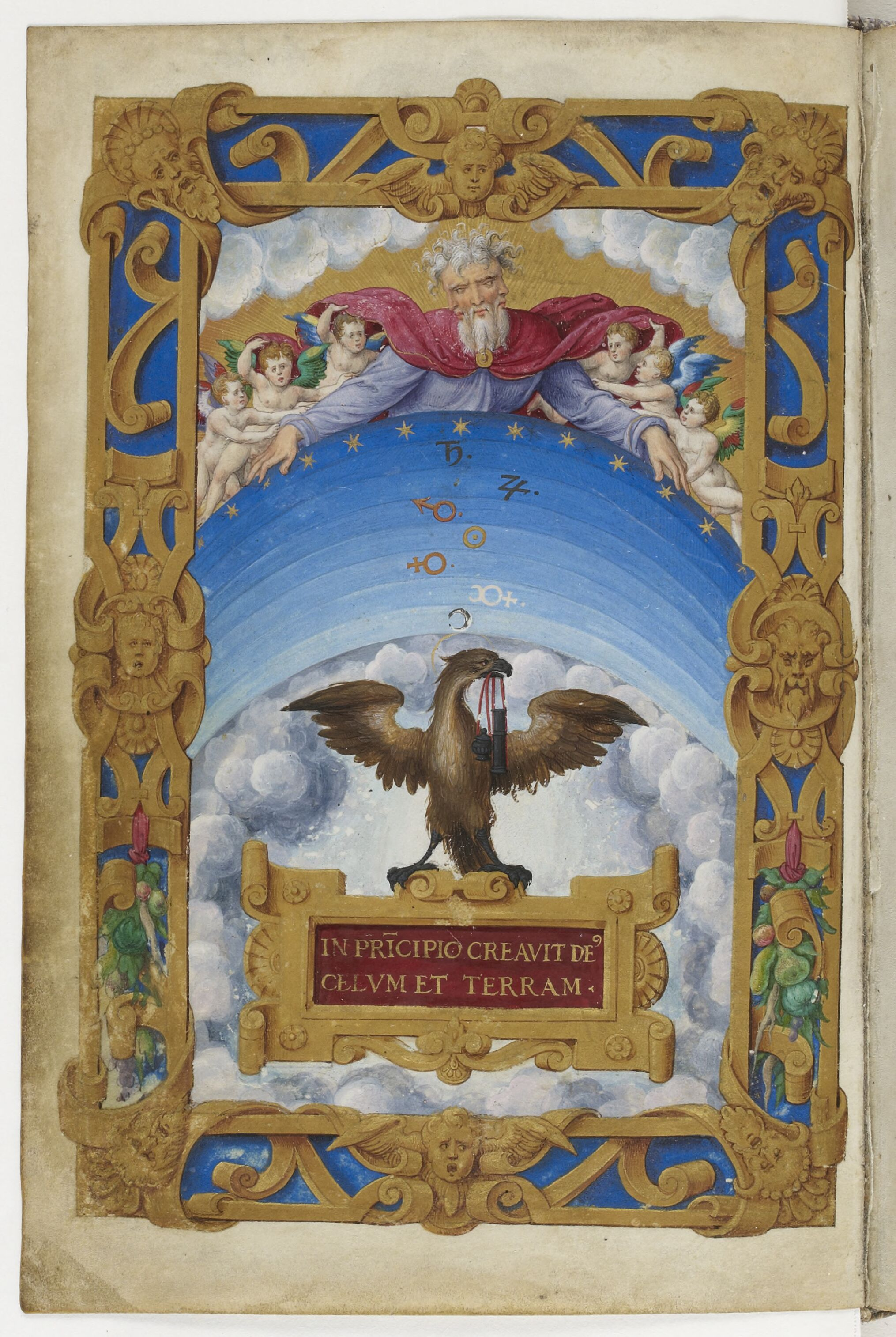
Création du ciel et de la terre, Heures d'Henri II, f.3v.
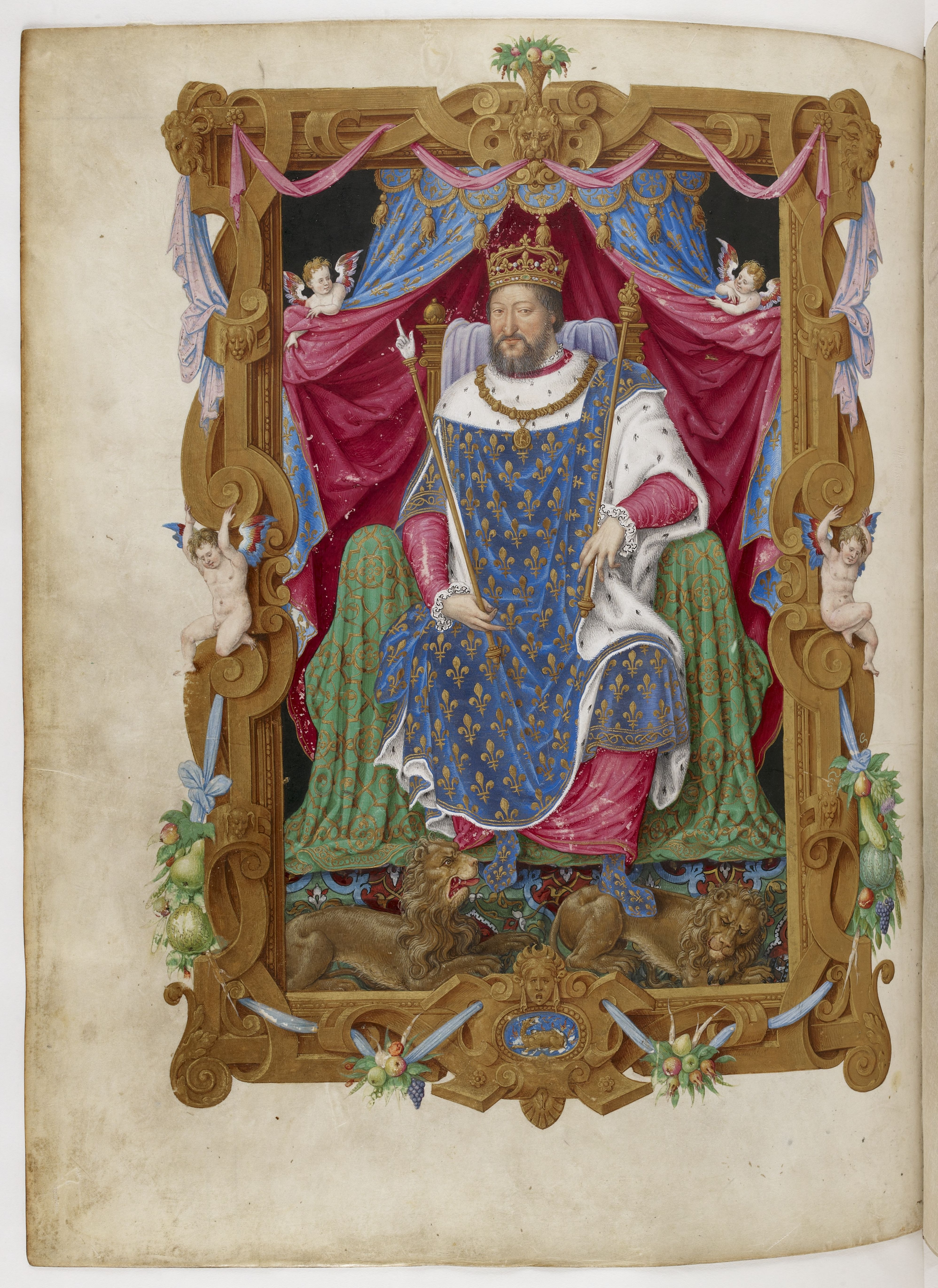
François Ier vieux, Recueil des rois de France, f.150v.
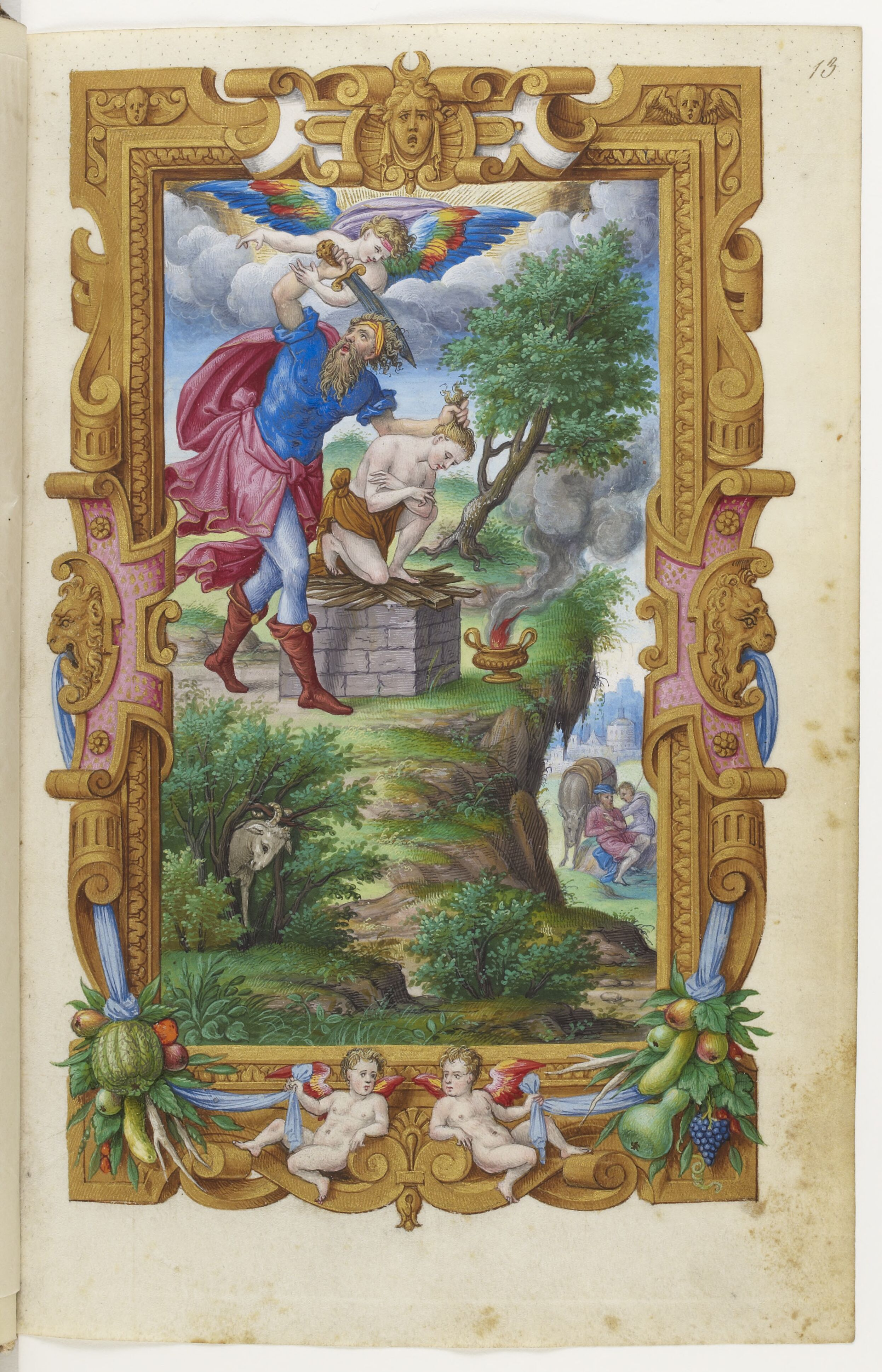
Le sacrifice d'Isaac, Heures de Dinteville, f.13r.

Ainsi que des miniatures isolées :
- Crucifixion, vers 1540-1545, Musée du Louvre, RF 55350, Recto[7]
- Crucifixion, vers 1545, Musée du Louvre, MI 1094 (attribuée à un suiveur)[11]
- François Ier en déité composite, vers 1550, BNF, RÉSERVE NA-255-4

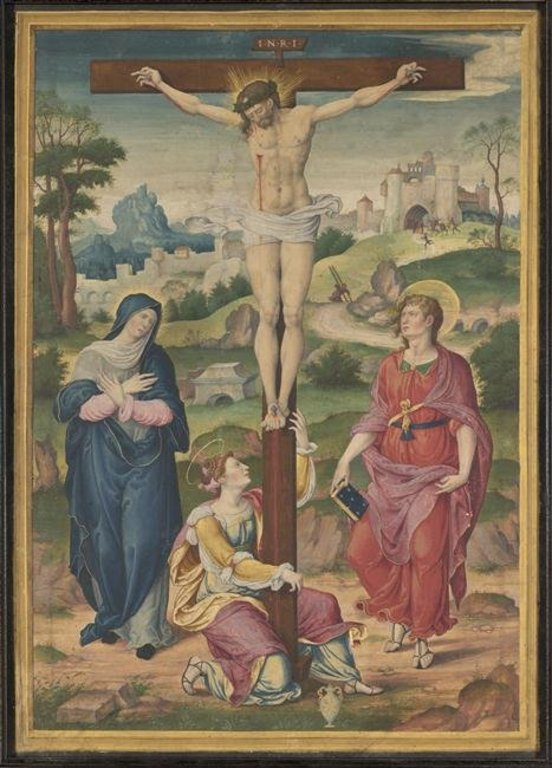
Crucifixion, Musée du Louvre.
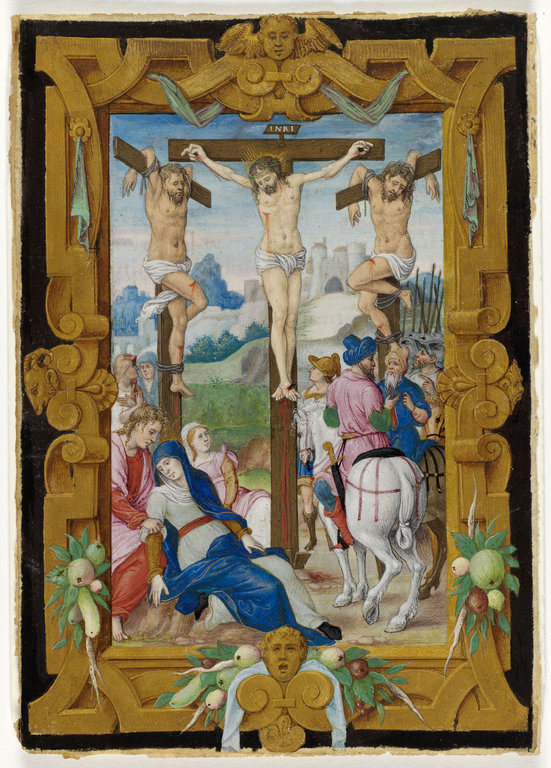
Crucifixion, Musée du Louvre, par un suiveur du Maître.
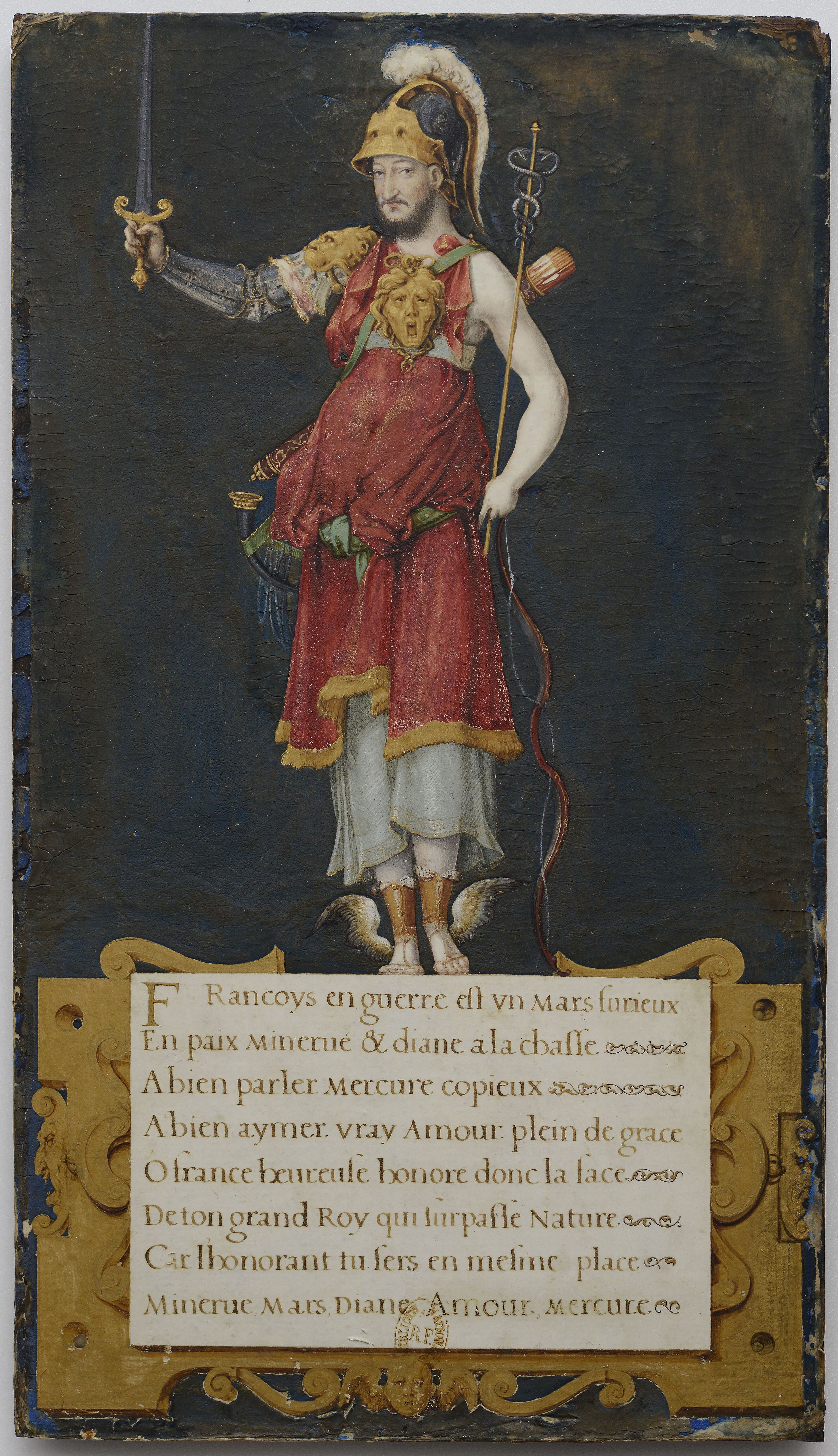
François Ier en déité composite, BNF